# Yaosakor Asmat (jezik)
Yaosakor Asmat jezik (yaosakor; ISO 639-3: asy), transnovogvinejski jezik skupine asmat-kamoro, podskupine asmat, kojim govori 2 000 ljudi (1991 SIL) na indonezijskom dijelu Nove Gvineje u regenciji asmat, duž južne obale rijeke Sirac.
Piše se na latinici.

## Vanjske poveznice
- Ethnologue (14th)
- Ethnologue (15th)